# Embargament
|  | Per a altres significats, vegeu «embargament (diplomàcia)». |

L'embargament en dret és la declaració judicial per la qual s'afecten (reserven) determinats béns o drets de contingut o valor econòmic, per fer complir sobre ells una obligació pecuniària ja declarada (embargament executiu) o que previsiblement declararà en una sentència futura (embargament preventiu).
Davant la possibilitat que el condemnat al pagament de l'obligació pecuniària s'oposi al compliment de la condemna, les autoritats judicials tenen la potestat d'ordenar l'embargament dels seus béns presents i/o futurs amb la finalitat de fer front als pagaments. En el cas de béns no monetaris, aquests s'han de liquidar prèviament mitjançant subhasta pública. És possible que una part dels béns d'un deutor no puguin ser embargats per motius legals.
Aquest és el cas, per exemple, del mínim de subsistència, que és la quantitat de diners mínim que es considera que l'embargat necessita per a la seva pròpia manutenció. Hi ha un cas particular d'embargament anomenat embargament de crèdit en el que l'embargat és el dret de cobrament sobre una altra persona. S'utilitza amb especial freqüència al dret fiscal, quan la hisenda pública adverteix als deutors d'un deutor tributari que els crèdits a favor d'aquest han estat embargats a favor de la hisenda pública.